# Josiah Bartlet
Josiah Bartlet est un personnage de fiction de la série télévisée À la Maison-Blanche, interprété par Martin Sheen et doublé par Marcel Guido en version française. Il est président des États-Unis.

## Biographie fictive

### Avant la série
Josiah Bartlet vient de Nouvelle-Angleterre (les six États du nord-est des États-Unis) et plus précisément du New Hampshire. Il fait d'ailleurs preuve d'un certain chauvinisme à plusieurs reprises, au fil des épisodes.
C'est un catholique fervent, qui se destinait à la prêtrise avant de rencontrer Abigail, sa future femme. C'était un adolescent à l'intelligence très vive et c'est un président cultivé et érudit. Son adolescence n'a pas été des plus faciles, puisque son père le battait. On avait déjà vu son père le gifler violemment dans Deux cathédrales.
Après une licence mention « très bien » en histoire des États-Unis et théologie à l'Université Notre-Dame, il part à Londres et obtient un doctorat en économie à la London School of Economics. Il est d'ailleurs professeur d'économie, à la Phillips Academy à Andover, Massachusetts, avant de se lancer dans la politique, et il obtiendra un Prix Nobel dans ce domaine.

### Autres informations
Il commence dans la politique en devenant tout d'abord député du New Hampshire à la Chambre des Représentants (l'un des deux organes du Congrès), et ce à trois reprises, puis gouverneur du même État. C'est Leo McGarry, son futur secrétaire général, qui le pousse à se présenter aux primaires démocrates pour la présidentielle. Peu à peu, par sa franchise, son charisme et son intelligence, il devient le candidat du parti démocrate et remporte l'élection présidentielle (c'est une dynamique expliquée dans plusieurs épisodes : Au commencement 2- 1 et 2- 2, et Bartlet, pour l'Amérique, 3-10). Devenu président, il se débat entre ses aspirations justes et nobles et les inévitables compromis.
C'est aussi un époux et un père, qui a des difficultés à garder sa famille à l'écart des dangers de sa fonction. La fin de la quatrième saison voit ainsi l'enlèvement de sa fille cadette, Zoey (Avant le départ, 4-22). Il a deux autres filles, Liz et Ellie. Il entretient avec cette dernière, étudiante en médecine puis chercheuse à Johns Hopkins des relations moins fusionnelles qu'avec Zoey (Ellie, 2-15). Sa femme, qu'il aime profondément, se nomme Abigail ; elle est médecin, mais elle a cessé d'exercer depuis longtemps pour servir la carrière de son mari. Leurs discussions révèlent que le personnage de Jed puise dans sa femme les idées qui lui font défaut, et plus souvent encore sa volonté, que les aléas de la vie politique entament malheureusement. C'est une féministe convaincue et une mère aimante et soucieuse.
L'une des grandes dynamiques de la série est la maladie de Bartlet (ce qui empêche que la série ne soit par trop idyllique). On l'apprend dans l'épisode La Maladie du président (1-12) : Abby soigne son époux en secret, et dans le staff, seul Leo McGarry l'apprend. Ce n'est qu'au cours de la saison 2 que la totalité du staff est informée de la sclérose en plaques de Bartlet, ce qui provoque des tensions au sein de l'équipe, un mécontentement de certains et une enquête du Grand jury dans la saison 3. La sanction sera un blâme du Congrès, mais la maladie commence à faire ressentir ses effets au fil du second mandat de Bartlet. Symboliquement, des symptômes se manifestent le jour des élections qui voient arriver ce même second mandat. La maladie sera de plus en plus présente dans la série, culminant dans la sixième saison avec une situation tragi-comique durant une visite officielle en Chine, laquelle obligera le staff à ruser afin de ne pas provoquer un incident diplomatique.
Loin d'offrir une image d'un président fort sur tous les plans, Bartlet présente un homme éclairé, intelligent et cultivé, mais aussi colérique, souvent aussi borné pour des faits de la vie courante qu'il est ouvert lorsqu'il s'agit de politique, et parfois en proie à ses démons. Heureusement, il fait souvent preuve d'un humour un peu particulier, mais généralement communicatif.